# 藤原川
藤原川（ふじわらがわ）は、福島県いわき市を流れる河川であり、二級水系藤原川水系の本流である。

## 地理
いわき市中央部、常磐地区から小名浜地区を流れる河川であり、常磐地区東端の三大明神山や天狗岳、湯ノ岳周辺を水源地とする。湯本地区周辺の市街地にて湯長谷川、湯本川、水野谷川、馬渡川、岩崎川と多くの支流が合流する。小名浜地区に入ると矢田川が、河口近くでは最大の支流である釜戸川と宝珠院川が合流し、小名浜港内にて太平洋に至る。河口直近の埠頭には当河川より藤原埠頭の名がつけられている。釜戸川支流の死骨川へは南側の鮫川水系より導水されており農業用水に用いられているほか、藤原川本流、釜戸川本流、矢田川などでも灌漑用水として取水されている。かつては泉町滝尻にて釜戸川から上水道の取水もされていた。

## 災害
流域は古くから常磐炭鉱で栄えていたために、排出される土砂により河床の上昇がみられ、度々氾濫が発生するようになった。1964年8月には堤防の決壊により水田約100haが水没し、床上浸水50戸の被害を受け、以後1971年4月、1977年9月にも浸水被害が発生している。その後平成に入るにつれ流域に工業団地やいわきニュータウンといった大規模な住宅地が造成されたことで流出量増加の傾向を見せ、1993年11月14日には集中豪雨により支流の湯本川などで大規模な氾濫が発生し、JR湯本駅周辺の市街地が水没する等、床上浸水468戸、床下浸水269戸、被害額26億8400万円の甚大な被害が発生した。また1998年10月にも洪水被害が発生している。

## 流域の自治体
福島県
- いわき市

## 支流
- 源内川
- 大畑川
- 斑堂川
- 藤代川
- 松本川
- 大石川
- 大師川
- 湯長谷川
- 湯本川
  - 梅ヶ平川
  - 高倉川
  - 滝之川
  - 長倉川
  - 青葉川
  - 浅貝川
- 水野谷川
  - 亀ノ尾川
  - 龍ヶ沢川
- 馬渡川
- 岩崎川
- 本谷川
- 矢田川
  - 草ヶ谷川
  - 松久須根川
  - 蓮作川
  - 走熊川
  - 三沢川
    - 桑原川

  - 蔵持川
    - 三田川
    - 久保川

  - 金成川
- 釜戸川
  - 洞沢川
  - 沢繋川
  - 子繋川
  - 死骨川
  - 紅葉川
  - 横手川
- 宝珠院川

## 主な橋梁
下流より記載
- みなと大橋 - 小名浜港臨港道路
- 玉川橋 - 一級市道150105号小名浜林ノ上線
- 小泉橋 - 一級市道150106号渚滝尻線
- 芳川橋 - 福島県道15号小名浜四倉線
- 藤原川橋梁 - 福島臨海鉄道
- 二ツ橋 - 一級市道150107号南富岡元分線
- 雁橋 - 一般市道020907号富士下能登内線
- 南富岡橋 - 国道6号常磐バイパス
- 島橋 - 一級市道150103号島住吉線
- 下船尾橋 - 福島県道20号いわき上三坂小野線
- 藤原橋 - 福島県道14号いわき石川線いわき石川バイパス
- 万年橋 - 一級市道150069号下船尾藤原線
- 藤原川橋梁 - JR常磐線
- 愛谷川橋 - 一級市道150068号馬玉下湯長谷線
- いわき市立磐崎小学校歩道橋
- 蟹打橋 - 福島県道56号常磐勿来線
- 大石橋 - 一般市道040268号机田1号線
- 大川橋 - 一般市道040240号藤代鶴巻線
- 沢田橋 - 一般市道040224号才ノ神乙沢田線
- 新別所橋 - 福島県道14号いわき石川線いわき石川バイパス
- 学校橋 - 一般市道040231号砂子田一本木線
- 源内橋 - 一般市道040592号馬喰坂源内線
- 新源内橋 - 一般市道040223号名高儀蕨平線
- 藤原さくら橋 - 一般市道040224号才ノ神乙沢田線
- 猪田橋 - 一般市道040222号名高儀1号線
- 藤原川橋 - 常磐自動車道
- 関下橋 - 一般市道040219号小炭焼南ノ町線
- 宮貫橋 - 福島県道14号いわき石川線
- 木幡橋 - 林道